# Leptoclinides robiginis
Leptoclinides robiginis är en sjöpungsart som beskrevs av Monniot 1989. Leptoclinides robiginis ingår i släktet Leptoclinides och familjen Didemnidae. Inga underarter finns listade i Catalogue of Life.